# ジョン＝ルイス・ブラウン
ジョン＝ルイス・ブラウン（John-Lewis Brown、1829年8月16日 - 1890年11月14日）はスコットランドに出自を持つフランスの画家、版画家である。乗馬して狩りをする人々や戦争画を描いたことで知られる。

## 略歴
ジロンド県のボルドーで生まれた。スコットランド出身の同名の祖父、ジョン・ルイス・ブラウンが、ボルドーのカントナックでブドウ園を開き、優れたワインを醸造したことに始まる有名な醸造所、シャトー・カントナック＝ブラウン(Château Cantenac-Brown)を経営する家族の出身である。
1840年頃、パリに出て、はじめ獣医の学校で学び、その後、美術に転じ、エコール・デ・ボザールでカミーユ・ロクプランやジャン＝イレール・ベローに学んだ。ジロンド県のマルゴーのブラウンの邸にはエドガー・ドガやエドゥアール・マネといった後に有名になる友人の画家たちが訪れた。
馬に乗って猟犬と狩りをする人々や、戦争の場面などを描き、水彩画家や版画家としても評価されている。
作品はオルセー美術館やブレスト美術館に所蔵されている。

## 作品

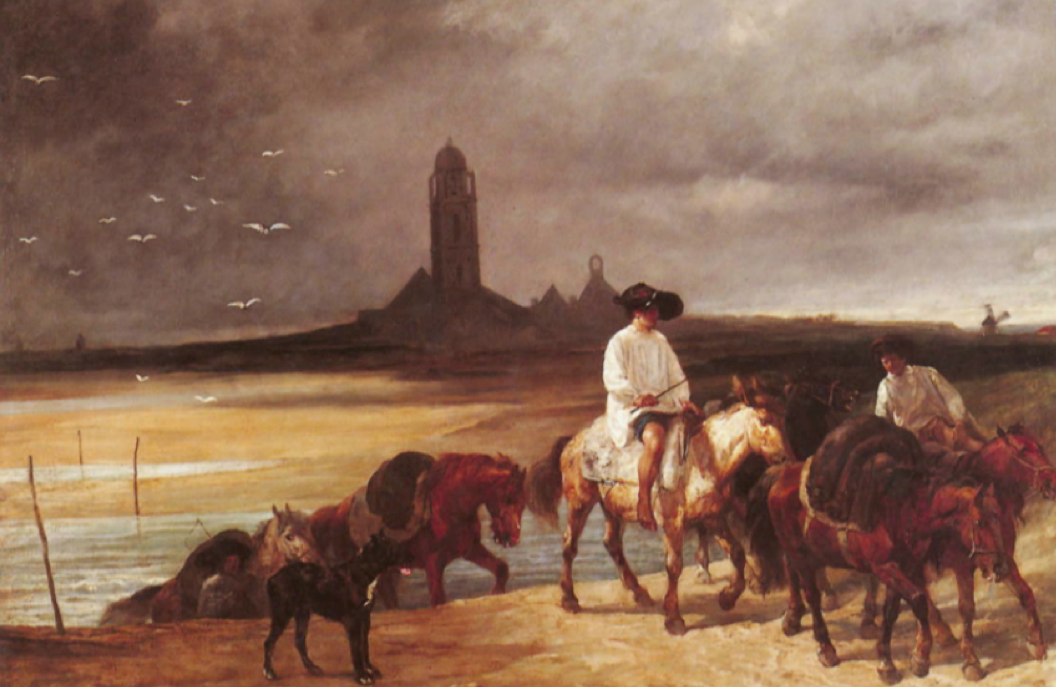
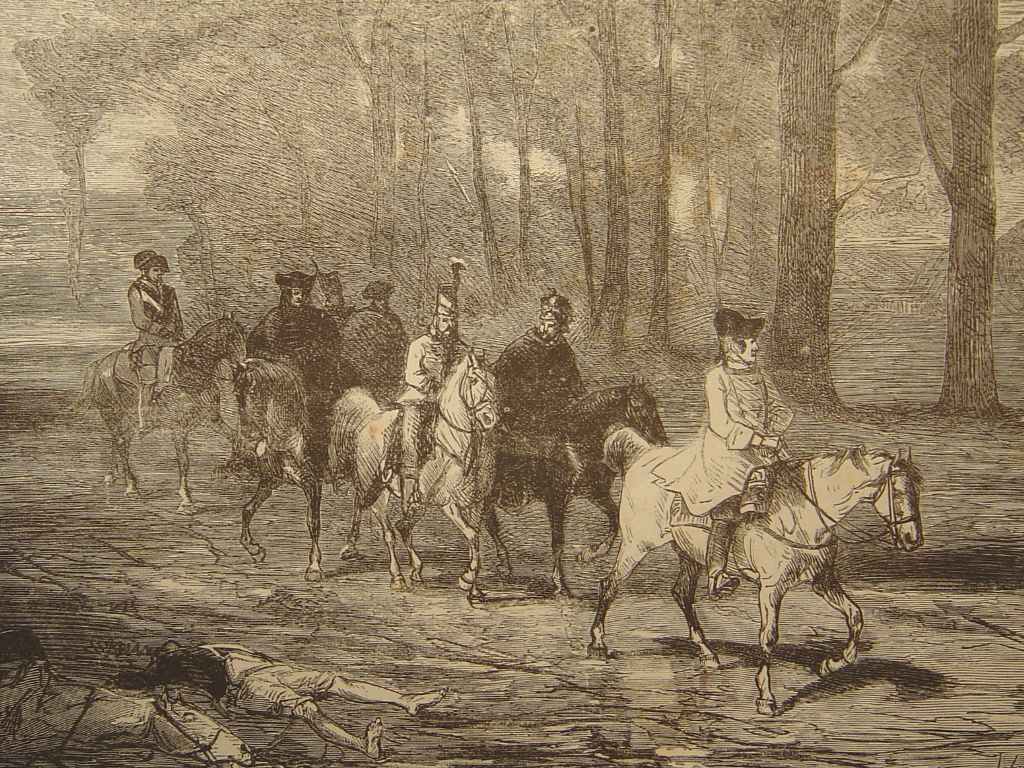
サックス伯爵
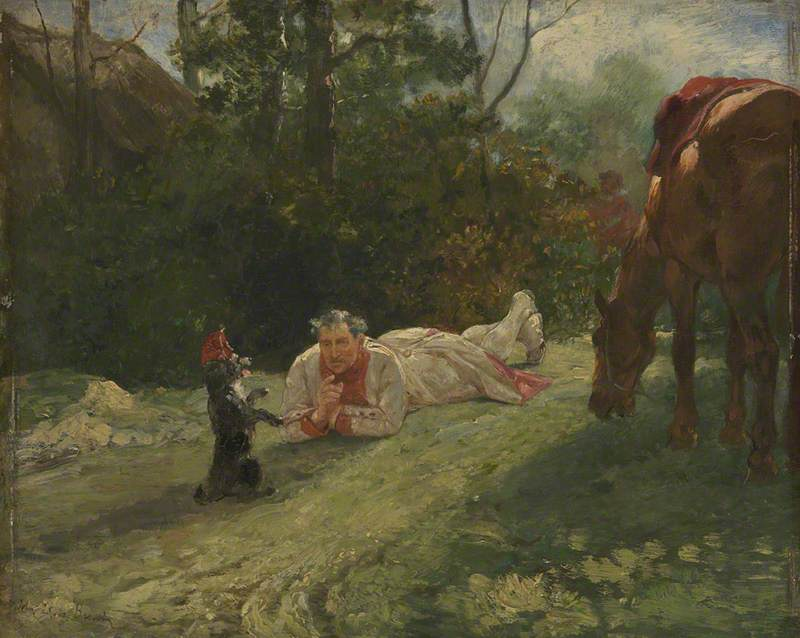
芸をする犬

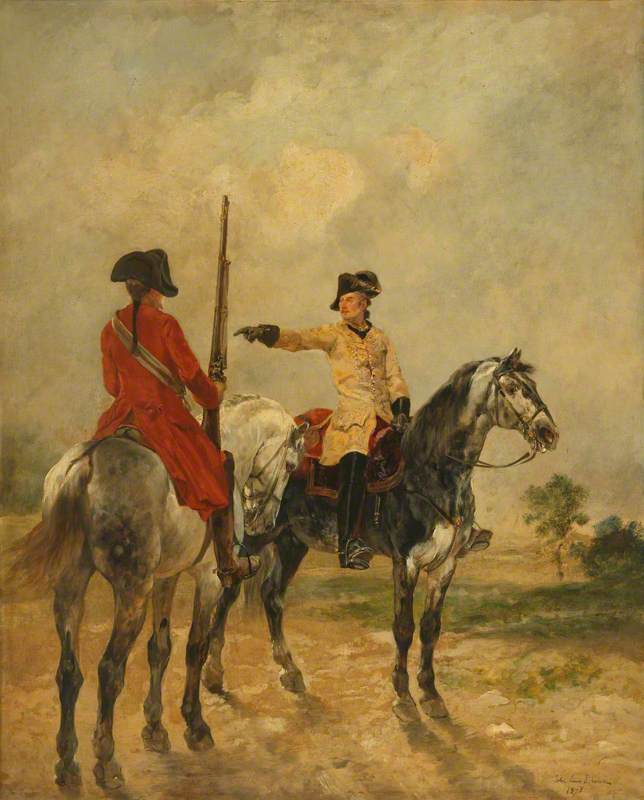
2人の騎兵将校
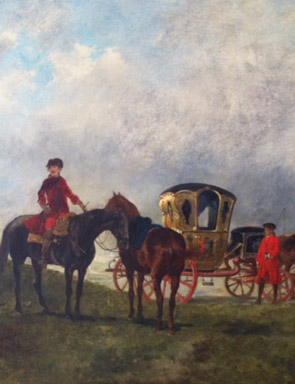
馬や犬のいる風景画
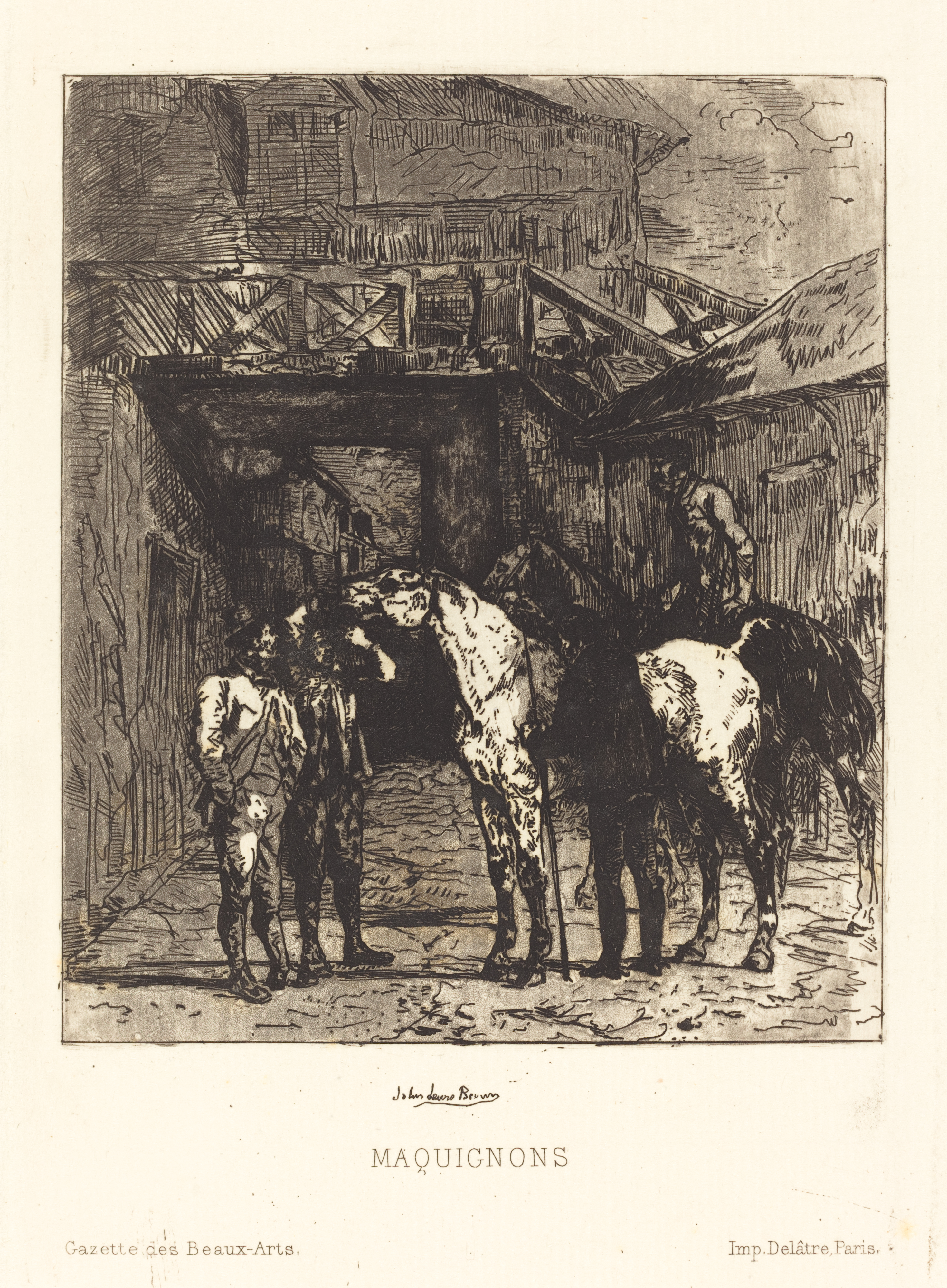
馬商人
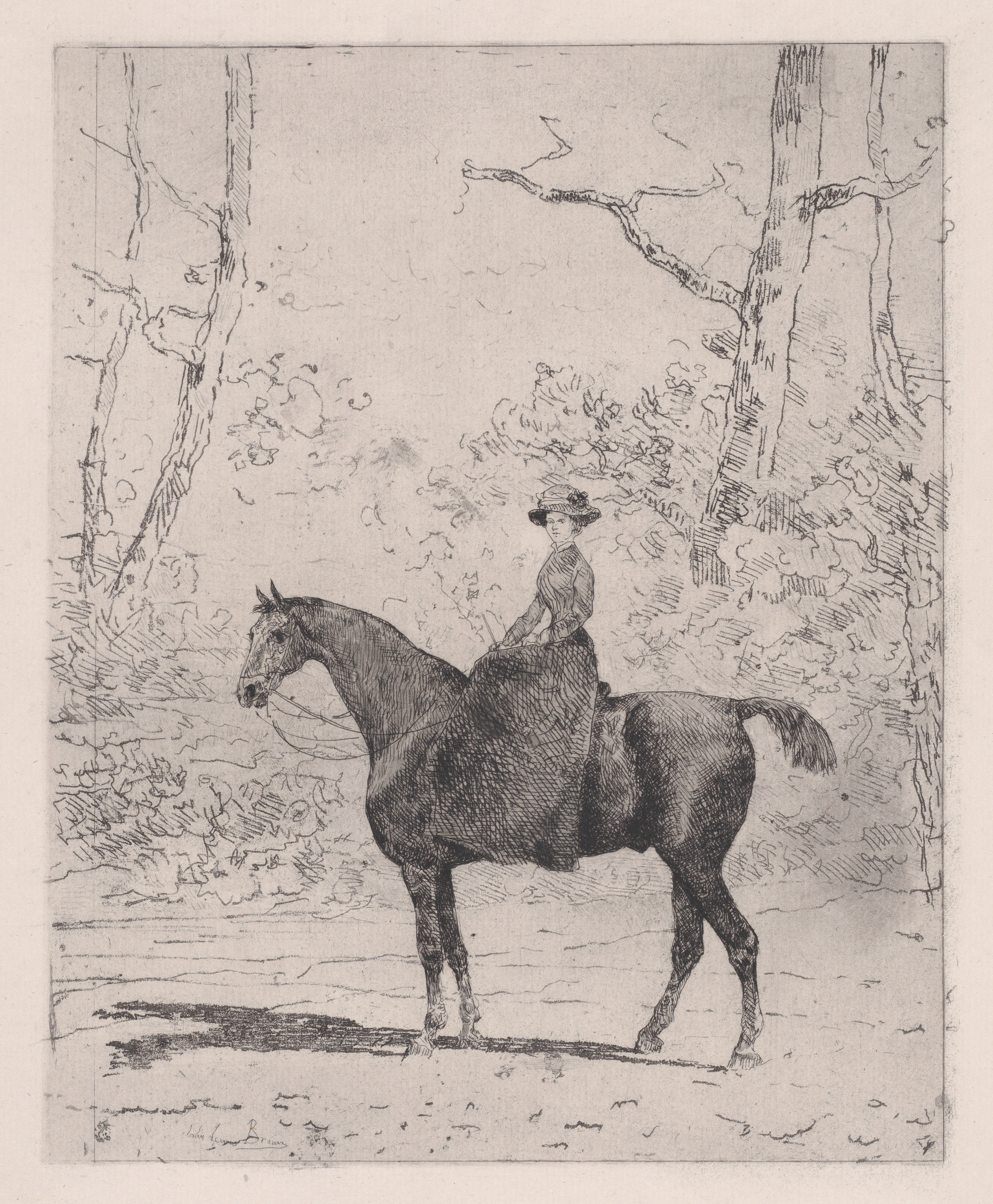
馬に乗った女性